# Vähäjärvi (Hietaniemi socken, Norrbotten)
Vähäjärvi är en sjö i Övertorneå kommun i Norrbotten och ingår i Keräsjokis huvudavrinningsområde. Sjön har en area på 0,0582 kvadratkilometer och ligger 104,2 meter över havet.

## Delavrinningsområde
Vähäjärvi ingår i det delavrinningsområde (736377-184410) som SMHI kallar för Ovan 735768-184777. Medelhöjden är 132 meter över havet och ytan är 28,31 kvadratkilometer. Det finns inga avrinningsområden uppströms utan avrinningsområdet är högsta punkten. Pallakkajoki som avvattnar avrinningsområdet har biflödesordning 2, vilket innebär att vattnet flödar genom totalt 2 vattendrag innan det når havet efter 48 kilometer. Avrinningsområdet består mestadels av skog (85 procent). Avrinningsområdet har 0,44 kvadratkilometer vattenytor vilket ger det en sjöprocent på 1,6 procent.